# Bölesholmarna

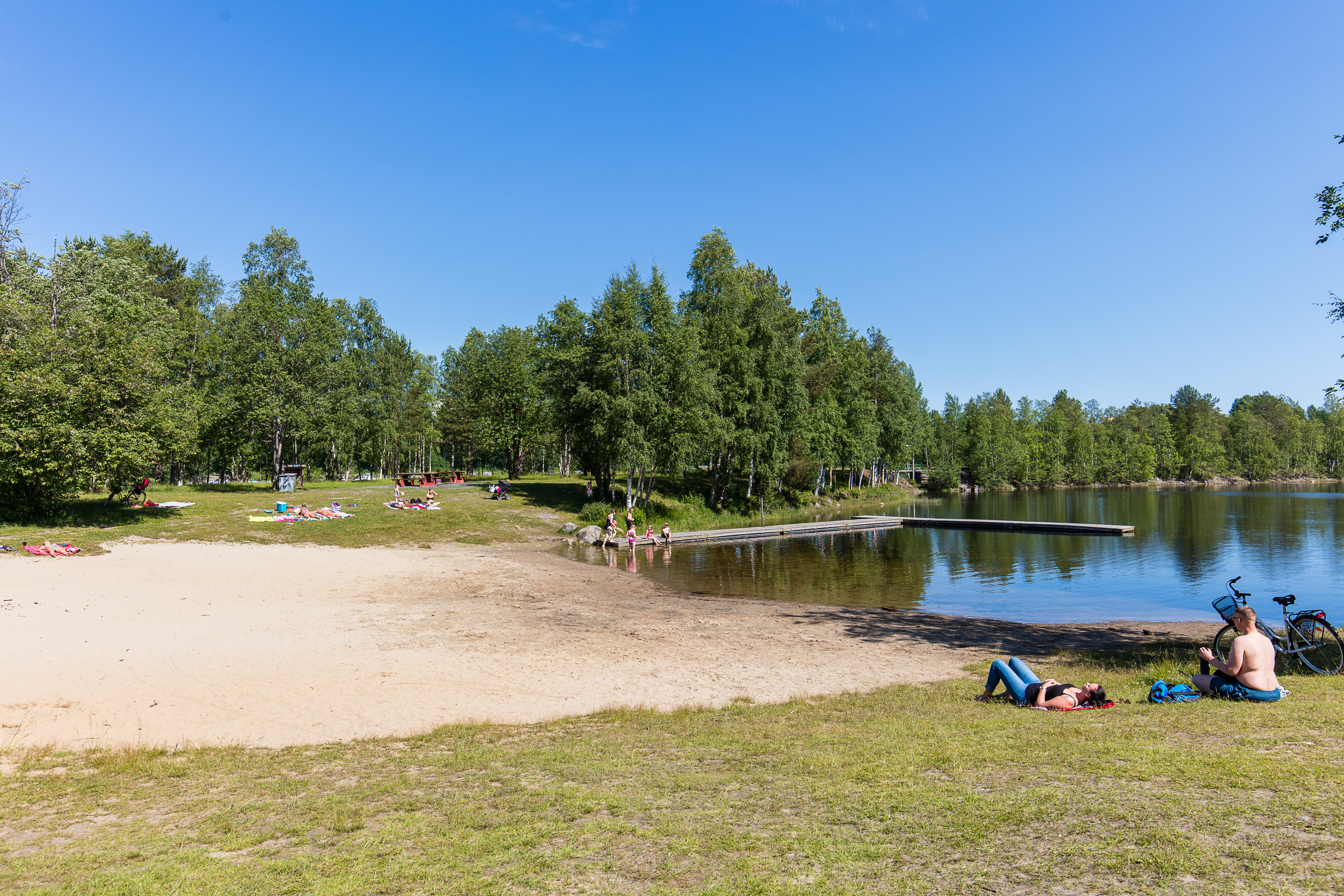
Badstranden på Gröna oxen.

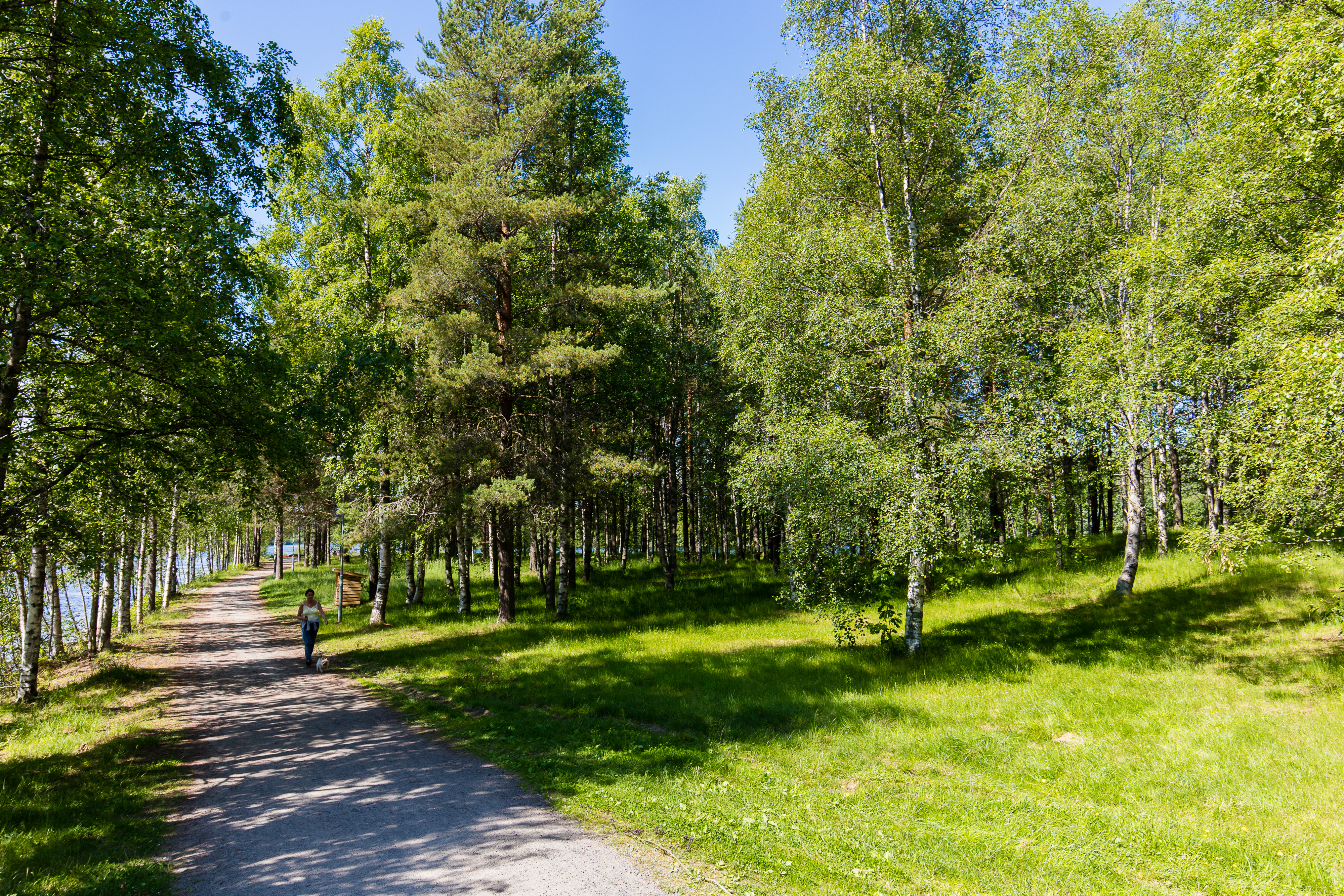
Ett promenadstråk på Bölesholmarna.

Bölesholmarna, som ligger något uppströms Gamla bron över Ume älv i centrala Umeå, består av holmarna Gröna oxen och Grytan – ursprungligen kallade Stora och Lilla Bölesören – som är inbördes förbundna med broar. Båda holmarna nås via gång-/cykelbroar från stadsdelen Böleäng på Tegssidan av älven. I juni 2016 beslutade Umeå kommun att bygga en hängbro – Lundabron – mellan Bölesholmarna och Strandpromenaden vid Lundåkern på norra älvsstranden. Bygget startade hösten 2016 och blev klart tre år senare.
På Bölesholmarna finns lekplats, badplats med sandstrand och badbrygga, omklädningsrum, dusch och toalett anpassad för rörelsehindrade, fiskeramper samt en mängd grillplatser.

## Historia
Bölesholmarna är geologiskt sett unga (cirka 1 000 år) och har till stor del formats av landhöjningen, sentida erosion och det sena 1800-talets timmerflottning. Från 1500-talet syntes de främst som isolerade stenblock vid lågt vatten – ordet ör är ett gammalt ord för grusbank eller grund – och de boende på Bölessidan fraktade ut mer sten till grunden för att bygga stenkar, som användes vid laxfisket. Dessa ingrepp bidrog till att ändra strömförhållandena så att älvbrinken på norra sidan, mitt emot grunden, började erodera.
För att motverka erosionen och underlätta flottningen öppnades i mitten av 1800-talet en farbar kanal mellan holmarna och älvens södra sida, och en stenkista byggdes i forsen. Efter detta växte sig Lilla Bölesören större genom pålagring av sediment. Namnen Gröna oxen och Grytan började användas som beskrivande namn på holmarna, och framför allt Grytan började användas som badplats av barn på Tegssidan.
Flottningen i älven tog fart på 1880-talet, och ett flertal bommar var utlagda i älven, och området kring holmarna fungerade som timmermagasin. En flottarbarack byggdes på Gröna oxen, som gjordes tillgänglig via en hängbro vars fundament fortfarande kan ses på holmen – liksom betongkonstruktioner, vajrar, stockar och andra lämningar från flottningsepoken.
Bölesholmarna förändrades på nytt i slutet av 1950-talet, i samband med bygget av Stornorrfors kraftverk uppströms älven, då Ytterhiskeforsen och Hamnforsen vid Backens kyrka grävdes ut. Stora mängder muddermassor lades då upp både på Bölesholmarna och vid Lundåkern på motsatta sidan älven. På 1980-talet byggdes en betongbro från Böleäng till Bölesholmarna.